# Otterbeck (Schuhhersteller)
In der Zeit von circa 1960 bis 1985 wurden Herrenschuhe unter der Handelsmarke Otterbeck, benannt nach der Inhaberfamilie, von der Schuhfabrik Wilhelm Otterbeck und Sohn KG in Kervenheim produziert. Die ältere, von Ernst Otterbeck (1860–1925) gegründete Schuhfabrik in Mülheim an der Ruhr vertrieb ihre Schuhe hingegen unter der bereits vom Gründer kurz nach 1900 eingeführten Marke Otter Schuhe.

## Gründung und Anfänge
Der Gründer des Unternehmens, Ernst Otterbeck, wurde am 23. Juni 1860 als jüngstes Kind des Schusters Franz Otterbeck (1814–1882) und Anna Schiffer in der Mülheimer Landgemeinde Broich geboren. Seinen älteren Geschwister Charlotte (* 1848), Gustav (* 1851), Maria (* 1856) und Franz (* 1858) starben allesamt früh. Die katholische Familie stammte ursprünglich aus dem westfälischen Gescher, wo eine benachbarte, im Jahre 1270 erstmals urkundlich erwähnte Bauernschaft „Otterbeeck“ als Namensgeber angenommen wird. Diese Bauernschaft war geprägt von einem Bach, in dem Fischotter heimisch waren, so dass das spätere Markenzeichen und Symbol der Firma nicht nur ein sogenanntes „sprechendes“ Zeichen ist, sondern wohl auch einen authentischen Hintergrund hat.
Der Großvater, Johann Heinrich Theodor genannt „Diederich“ (Thierry) Otterbeck, war der jüngste Sohn seiner Eltern, die den Bauernhof Schulte zur Wieschen im westfälischen Kirchhellen bewirtschafteten. Angesichts drohender Truppenaushebungen floh Diederich Otterbeck aus dem Großherzogtum Berg ins linksrheinische Roerdepartement, das 1792 von Frankreich annektiert worden war und seitdem zum französischen Kaiserreich gehörte. Von seiner Familie offiziell für tot erklärt, fing er im niederrheinischen Orsoy unter dem Namen Thierry Otterbeck ein neues Leben an und verdingte sich als „journalier“ (Tagelöhner). Seine Frau brachte zwei Söhne zur Welt, von denen der jüngere, Gerhard, nach 1848 nach New York auswanderte. Der ältere Sohn Franz wurde Schuhmacher, zog in die Gemeinde Broich der Landbürgermeisterei Mülheim an der Ruhr und eröffnete dort in der Fährstraße eine Schuhmacherwerkstatt.
Das Datum des Zuzugs nach Broich und Einzelheiten zum beruflichen Wirken von Franz Otterbeck sind nicht überliefert. Das Reparieren von Schuhen, die sogenannte „Flickschusterei“, war wohl der wesentliche Inhalt seiner Arbeit. Schon vor seinem Tod 1882 übernahm Sohn Ernst (1860–1925) im Alter von 22 Jahren die väterliche Werkstatt, die zu diesem Zeitpunkt bereits mehrere Gesellen hatte. Unter seiner Leitung wurde die reine Reparatur von Schuhen ergänzt um die manuelle Anfertigung von Stiefeln und orthopädischen Schuhen.
In den Vereinigten Staaten hatte in den 1860er Jahren die Mechanisierung der Schuhherstellung begonnen. Spezielle Nähmaschinen für Schuhe eröffneten neue Möglichkeiten im Bereich der Produktion. Diese Entwicklung erreichte in den 1870er Jahren Deutschland und führte dazu, dass 1887 auch Ernst Otterbeck in seinem Betrieb die maschinelle und serielle Fertigung von Schuhen einführte. Filzpantoffeln – „Otterbeck's Leisetreter“ – waren das erste Produkt, das mit den neuen Maschinen in großer Stückzahl hergestellt wurde. Die Schuhmacherwerkstatt wurde zur Schuhfabrik.
Die Schuhfabrik Otterbeck war zunächst auf dem Broicher Mühlenberg untergebracht. In der Schloßstraße, am Broicher Brückenkopf der damaligen Kettenbrücke, baute Ernst Otterbeck 1901 ein größeres Haus, das gleichzeitig als Fertigungsstätte und Wohnsitz der Familie diente. Die Hausschuhproduktion fand im Hochparterre und in den darüber liegenden Etagen statt, während im Erdgeschoss ein Schuhgeschäft eingerichtet wurde.
Nach Abschluss der Volksschule machte der älteste Sohn Wilhelm beim Vater eine Schuhmacherlehre. Zur Ausweitung des Kundenkreises lud er eine halbe Tagesproduktion der väterlichen Schuhfabrik auf einen Handwagen, um damit in die umliegenden Gemeinden zu ziehen und die Ware an der Haustüre zu verkaufen. Dieser tägliche Direktverkauf war derart erfolgreich, dass der Handwagen bald gegen Pferd und Wagen getauscht werden musste.
Angesichts der steigenden Absatzzahlen erweiterte man die Produktpalette: Zu den bewährten Filzpantoffeln kamen robuste, aus Leder gefertigte Arbeitsschuhe hinzu. Der Familienbetrieb wandelte sich zu einem Kleinunternehmen, das rund zwanzig Jahre nach seiner Gründung neben den Familienmitgliedern zusätzlich etwa zwölf Angestellte beschäftigte und weiter wuchs. Das 1901 errichtete Haus an der Schloßstraße war bald zu klein. Ernst Otterbeck verlagerte daraufhin seine Produktion an einen neuen Standort in der Bergstraße, in eine ehemalige Tischfabrik, während das Schuhgeschäft am alten Standort in der Schloßstraße verblieb.
Sämtliche Familienmitglieder waren eingespannt in das aufstrebende Unternehmen, neben den eigenen Kindern auch die Schwiegersöhne. Johann Bauckholt, der 1914 Ernst Otterbecks zweitälteste Tochter Anna geheiratet hatte, stand ursprünglich als gelernter Schuhmacher in den Diensten der Duisburger Firma Hoselmann. Nach der Eheschließung mit „Änne“ Otterbeck kaufte er seinem Schwiegervater das Ladengeschäft ab, das er unter der Bezeichnung „Schuhwaren Ernst Otterbeck Nachfolger – Inhaber Johann Bauckholt“ weiterführte. Schwiegersohn Karl Schmakeit, seit 1920 mit Christine Otterbeck verheiratet, war von Hause aus Bankkaufmann. Er wurde später zum Prokuristen bestellt und betätigte sich hauptsächlich im Vertrieb des Unternehmens. Auch Richard Reintges, Metzgermeister und Ehemann von Tochter Katharina, wurde von Ernst Otterbeck in die Firma eingebunden. Er betraute ihn mit einem Nebenbetrieb für Lederdichtungen, Lederfärberei und Lederreinigung.
Im Jahr 1917 kaufte Ernst Otterbeck eine ehemalige Lackfabrik in Mülheim-Saarn, Quellenstraße 64 (Gebäude abgerissen), um dort die Schuhproduktion auszuweiten. Das Unternehmen wuchs weiter und zählte 1922 schon rund 70 Mitarbeiter. Nach und nach zog sich der gesundheitlich angeschlagene Seniorchef Ernst Otterbeck aus der Firmenleitung zurück, die sein Sohn Wilhelm als Prokurist führte. Er starb am 7. Januar 1925.

## Ausweitung der Unternehmen
Nach dem Tod des Vaters war der älteste Sohn und bisherige Juniorchef Wilhelm Otterbeck allein verantwortlich für das Unternehmen. Nachdem die Fertigung von Arbeitsschuhen in Saarn einige Jahre erfolgreich gelaufen war, drängte er seine beiden Schwager Johann Bauckholt und Karl Schmakeit, die Produktion von Hausschuhen wieder aufzunehmen. Der neue Zweigbetrieb der Firma Otterbeck, untergebracht in der ehemaligen Vorster’schen Papiermühle neben dem Familienstammsitz an der Schloßstraße, produzierte jedoch nur zwei Jahre lang. Im Jahre 1927 musste die Fertigung eingestellt werden, da sowohl die alte Papiermühle als auch das Stammhaus der Otterbecks am Kopf der Schlossbrücke dem Bau der neuen Mülheimer Stadthalle weichen mussten.

### Otterbeck Mülheim
Als Ende der 1920er Jahre die Weltwirtschaftskrise Deutschland erfasste, brach der Absatz ein und die Belegschaft sank auf 20 Mitarbeiter. Mit dem Ende der Wirtschaftskrise erholte sich auch die Schuhfabrik Otterbeck wieder und wuchs zu neuer Größe. Wesentlichen Anteil daran hatte die Entwicklung von Unfallverhütungsschuhen für die Industrie. Zur Produktpalette der Firma Otterbeck gehörten Schuhe für den Gießereibetrieb, Pantoletten für Pulverfabriken, Spezialschuhe für Steinbrucharbeiter, Schuhe für die Landwirtschaft, Militärstiefel sowie Arbeitsschuhe für den Steinkohlenbergbau. Eine Blechkappe an der Schuhspitze zum Schutz der Zehen war das Markenzeichen der Bergarbeiterschuhe. Wilhelm Otterbeck testete die Prototypen seiner Schuhe in Zechen und Betrieben. Erst nach erfolgreichen Versuchsreihen und praktischen Experimenten vor Ort wurden die Schuhe zur Produktion freigegeben.
Die Absatzgebiete erstreckten sich über ganz Deutschland. Für die Betreuung der Kunden im oberschlesischen Bergbau wurde eigens eine Niederlassung in Breslau eingerichtet; für den Vertrieb in der ostpreußischen Landwirtschaft gab es eine Filiale in Königsberg. Die Unternehmen gaben meist Berechtigungsscheine für Arbeitsschuhe an ihre Mitarbeiter aus, die diese im Schuhfachhandel einlösen konnten. Die Bezahlung der Schuhe erfolgte dann unmittelbar durch die Unternehmen. Bis nach dem Zweiten Weltkrieg war diese Praxis des Schuhverkaufs üblich. Auch größere Reparaturaufträge von Eisenwerken und Zechen wurden von der Firma Otterbeck ausgeführt.
Im Jahr des 50-jährigen Bestehens – also 1937 – war Otterbeck längst wieder ein gesundes Unternehmen. Rund 180 Mitarbeiter in der Produktion sowie ein umfangreiches Vertriebsnetz mit selbstständigen Vertretern und Großhändlern garantierten eine flächendeckende Versorgung des Deutschen Reichs.

### Otterbeck Kervenheim
Die guten Absatzzahlen des Unternehmens ließen Wilhelm Otterbeck über eine Expansion nachdenken. Im niederrheinischen Kervenheim suchte man 1936 seitens der „Arbeitsfront“ für eine daniederliegende Schuhfabrik einen Unternehmer, der in der Lage war, den Betrieb wieder aufzunehmen und die wirtschaftliche Notlage des Ortes durch die Schaffung von Arbeitsplätzen zu beheben. Als Wilhelm Otterbeck nach Ablauf einer Probezeit feststellte, dass die Wirtschaftlichkeit des Betriebs gegeben war, entschied er sich 1937 für ein dauerhaftes Engagement vor Ort.
Mit Rücksicht auf seine jüngeren Brüder, insbesondere den jüngsten Carl Otterbeck (1907–1969), zog sich Wilhelm Otterbeck von 1946 an aus der Firmenleitung des Mülheimer Stammbetriebs zurück und schied 1951 auch als Teilhaber ganz aus. Seine Abfindung bestand vorwiegend aus Maschinen und Material, die er für den Wiederaufbau in Kervenheim dringend benötigte. Zur Vermeidung einer Konkurrenzsituation einigte man sich bald auf eine Abgrenzung der Produktion: Arbeitsschuhe in Mülheim an der Ruhr, Herrenstraßenschuhe in Kervenheim.
Durch einen tragischen Autounfall bei Rheinberg starb 1953 im Alter von 65 Jahren der Seniorchef Wilhelm Otterbeck, der erst im Jahr zuvor zum ehrenamtlichen Bürgermeister von Kervenheim gewählt worden war. Die Gemeinde erkannte damit an, dass der Wiederaufbau des kriegszerstörten Ortes im Wesentlichen dem Neubeginn der Schuhfabrik seit 1946 zu verdanken war. Der älteste Sohn Ernst Otterbeck (1918–1958) trat bereits 1951 in die Firmenleitung ein und übernahm 1953 die alleinige Verantwortung für die Firma Wilhelm Otterbeck und Sohn KG. Er starb jedoch wenige Jahre später, ebenfalls durch einen Verkehrsunfall, auf der A 3 bei Limburg/Lahn. Nach expansiven Jahren erreichte die Firma eine Zahl von über 400 Beschäftigten an drei Standorten. Der jüngste Bruder Josef Carl (1930–2017) übernahm 1958 die Verantwortung als persönlich haftender Gesellschafter, während die betriebliche Leitung erstmals in den Händen von angestellten Prokuristen lag. Der spätere GmbH-Geschäftsführer Theo Kothes (1912–1998), bereits kaufmännischer Lehrling bei Otterbeck in Mülheim-Saarn, war Prokurist in Kervenheim seit 1941 und von 1953 bis 1969 der letzte Bürgermeister von Kervenheim. Er bestimmte die Geschäftspolitik der Firma von Anfang an mit und in den Jahren seit 1974 weitgehend allein, mittels einer auf sein Management zugeschnittenen Umstrukturierung (GmbH & Co. KG): Dies führte zu einem Schwerpunkt auf den Erhalt der (zum Schluss noch fast 300) Arbeitsplätze vor allem in Kervenheim, bei Vernachlässigung betriebswirtschaftlicher Perspektiven. Zurückgehende Gewinne bei Umsätzen bis über 25 Millionen DM sowie ein steigender Konkurrenz- und Preisdruck aus Billiglohn-Ländern bedeuteten, letztlich wegen firmeninterner Konflikte, abrupt 1984 das Ende für den Kervenheimer Zweig der Firmen Otterbeck. Konkursverwalter Zirpins (Düsseldorf) ließ aber bis Mai 1985 noch Schuhe in Kervenheim fertigen, da noch erhebliche Aufträge abzuarbeiten waren. Die verpfändeten Grundstücke des Fabrikanten Josef Otterbeck, promovierter Diplom-Physiker und von 1979 bis 1999 auch vereidigter Sachverständiger für Maschinen (seit 1974 tätig in einem von seinem Schwiegervater eingerichteten Büro in Köln), wurden an diverse Investoren verkauft, vor allem an das Polsterwerk Martens (seit 1987 in Kervenheim). Die Löschung der Firma erfolgte 1989, nachdem das Konkursverfahren eine Quote von fast 50 Prozent für die übrigen Gläubiger ergab.

## Entwicklung der Mülheimer Schuhfabriken
Carl Otterbeck (1907–1969), jüngster Sohn des Firmengründers, war von seinem älteren Bruder Wilhelm schon früh mit Aufgaben innerhalb der Firma betraut worden. Bei größeren Reparaturaufträgen aus der Industrie hatte er den Transport organisiert und war seit den 1930er Jahren im Außendienst des Unternehmens tätig. Als Miterfinder der OTTER-Schutzschuhe übernahm er seit 1941 neben seinem Bruder die Firmenleitung in Mülheim.
In den 1960er Jahren setzte in der deutschen Schuhindustrie das große Sterben ein, ausgelöst durch steigende Lohnkosten und billige Konkurrenz aus dem Ausland. Zusammen mit seinem Prokuristen Wilhelm Bremer bewältigte Carl Otterbeck diese Krise durch grundlegende Neuerungen. Es wurde ein Zweigbetrieb in Gillenfeld (Eifel) eröffnet. Die Firma Schuhfabriken Otterbeck KG ersetzte die eher einfachen Arbeitsschuhe durch immer hochwertigere Sicherheitsschuhe und nahm die Produktion auch von Herren- und Kinderschuhen auf. Lohnintensive Arbeiten begann man ins Ausland zu verlagern. In seinem Todesjahr 1969 markierte der Kooperationsvertrag mit einem rumänischen Partner den Beginn einer neuen Blütephase des Unternehmens. Es folgten Fertigungsverträge mit Partnern in Tunesien, Brasilien, Portugal, China und der Türkei.
Wie in Kervenheim begannen auch in Mülheim angestellte GmbH-Geschäftsführer das Unternehmen maßgeblich zu lenken, federführend darunter seit 1970 Peter Verhuven, der zeitweilige Vorsitzende des Hauptverbandes der deutschen Schuhindustrie. Im Jahr des hundertjährigen Firmenjubiläums – 1987 – zählte die Firma mit 150 Millionen DM Jahresumsatz und einer weltweiten Tagesproduktion von 15.000 Paar Schuhen noch zu den zehn größten Schuhfabriken der Bundesrepublik Deutschland. Sechs Jahre später – im Oktober 1993 – endete jäh die Erfolgsgeschichte des Unternehmens. Die Firma musste Konkurs anmelden und ging im Wege sanierender Übertragung mit dem erfolgreichsten Unternehmensbereich, der Produktion von Schutzschuhen, als Otter Schutz GmbH in fremde Hände über. Im Jahr 2002 erwarb diese Gesellschaft die King's Safetywear Group aus Singapur. Seit 2012, dem 125. Jahr seit Gründung der ersten Fabrik von Ernst Otterbeck, gehört OTTER zum weltweit operierenden, US-amerikan. Konzern Honeywell, der allmählich den Standort Mülheim und schließlich um 2020 auch weitgehend die Marke „Otter“ aufgab.

## Geschick der Liegenschaften, Grabstätten der Fabrikanten
Das Betriebsgelände in Mülheim Saarn, Quellenstraße 64, von 1917 bis 1993 von Otterbeck genutzt, wurde vollständig mit privaten Wohnhäusern überbaut (Quellenstraße 64a bis 64h). Das Zentrallager an der Xantener Straße in Mülheim-Broich wurde durch einen Baumarkt ersetzt. Am 1984 erbauten Verwaltungsgebäude, Xantener Straße 6, ist noch der Schriftzug OTTER zu erkennen (2023). Es gehört allerdings einer anderen Firma (GST). In Kervenheim ist die ehem. Schuhfabrik äußerlich noch komplett erhalten (2023), Uedemer Str. 7, allerdings ergänzt um Neubauten der Polsterfirma von Irene Martens. Baulich erhalten, jedoch anderweitig genutzt, sind auch die Betriebsstätten in Kevelaer-Winnekendonk (Bj. 1955), Wissener Weg, und Dinslaken (Bj. 1966), Friedrich-List-Str. 4, die beide zum Kervenheimer Zweig der Familienunternehmen gehörten.
Firmengründer Ernst Otterbeck ist mit seiner zweiten Frau, einem früh verstorbenen Enkelkind, seinen drei Söhnen – Wilhelm, Franz und Carl – und deren Witwen in einer Gruft auf dem Friedhof in Mülheim-Saarn beigesetzt. Das Grab des Enkels Ernst Otterbeck (1918–1958) befand sich bis 1988 auch dort. Das Grab von Enkel Wilhelm Otterbeck (1920–1945), Leutnant, gelernter Bankkaufmann, ist unbekannt. Der jüngere Bruder wurde am 6. April 1945 in der Nähe des Verbandsplatzes Neutief bei Pillau (heute: russ. Region Kaliningrad) erschossen aufgefunden. Das Grab des Enkels Josef (gest. 2017), jüngster Bruder beider, befindet sich in Köln-Mülheim, Friedhof Schönrather Hof, Abt. 14.